# Uliura
Uliura là một chi bướm đêm thuộc họ Geometridae.